# テクニカルコミュニケーション
テクニカルコミュニケーション（英: Technical communication）とは、筆記・口述などの方法で特定の聞き手に技術的・実務的（テクニカル）な情報を伝えるプロセスを総称する用語である。テクニカルコミュニケーションにおける情報は、聞き手が情報に基づいて行動や決断を起こせる場合に有効であるとされる。テクニカルコミュニケーターは、論文・動画・インターネットなど、様々なメディア向けの成果物製作のために共同作業を行うことが多い。テクニカルコミュニケーションの成果物には、オンラインヘルプ、ユーザーマニュアル・テクニカルマニュアル・白書・仕様書・手順書、手続きマニュアル、研修ビデオ、クイックリファレンス、データシート、学術記事、特許文書、研修、ビジネス文書、テクニカルレポートなどがある。
テクニカルコミュニケーションが扱う技術分野は、ソフトサイエンス・ハードサイエンス、コンピュータやソフトウェアなどのハイテク分野、家電、ビジネスプロセス・ビジネス実践など、あらゆる領域を含む。
テクニカルコミュニケーションを扱う職業には、以下のようなものがある。
- ライター
- 編集者
- イラストレーター
- 情報設計
- ユーザビリティ専門家
- ユーザインタフェースデザイナー
- ユーザエクスペリエンスデザイナー
- トレーナー
- 技術翻訳者
- APIライター